# Goločelo (Koceljeva)
Pour les articles homonymes, voir Goločelo.
Goločelo (en serbe cyrillique : Голочело) est un village de Serbie situé dans la municipalité de Koceljeva, district de Mačva. Au recensement de 2011, il comptait 470 habitants.

## Démographie
| 1948  | 1953  | 1961  | 1971 | 1981 | 1991 | 2002 | 2011 |
| ----- | ----- | ----- | ---- | ---- | ---- | ---- | ---- |
| 1 114 | 1 134 | 1 071 | 945  | 852  | 705  | 584  | 470  |

|  |